# Тойрделбах Ва Конхобайр

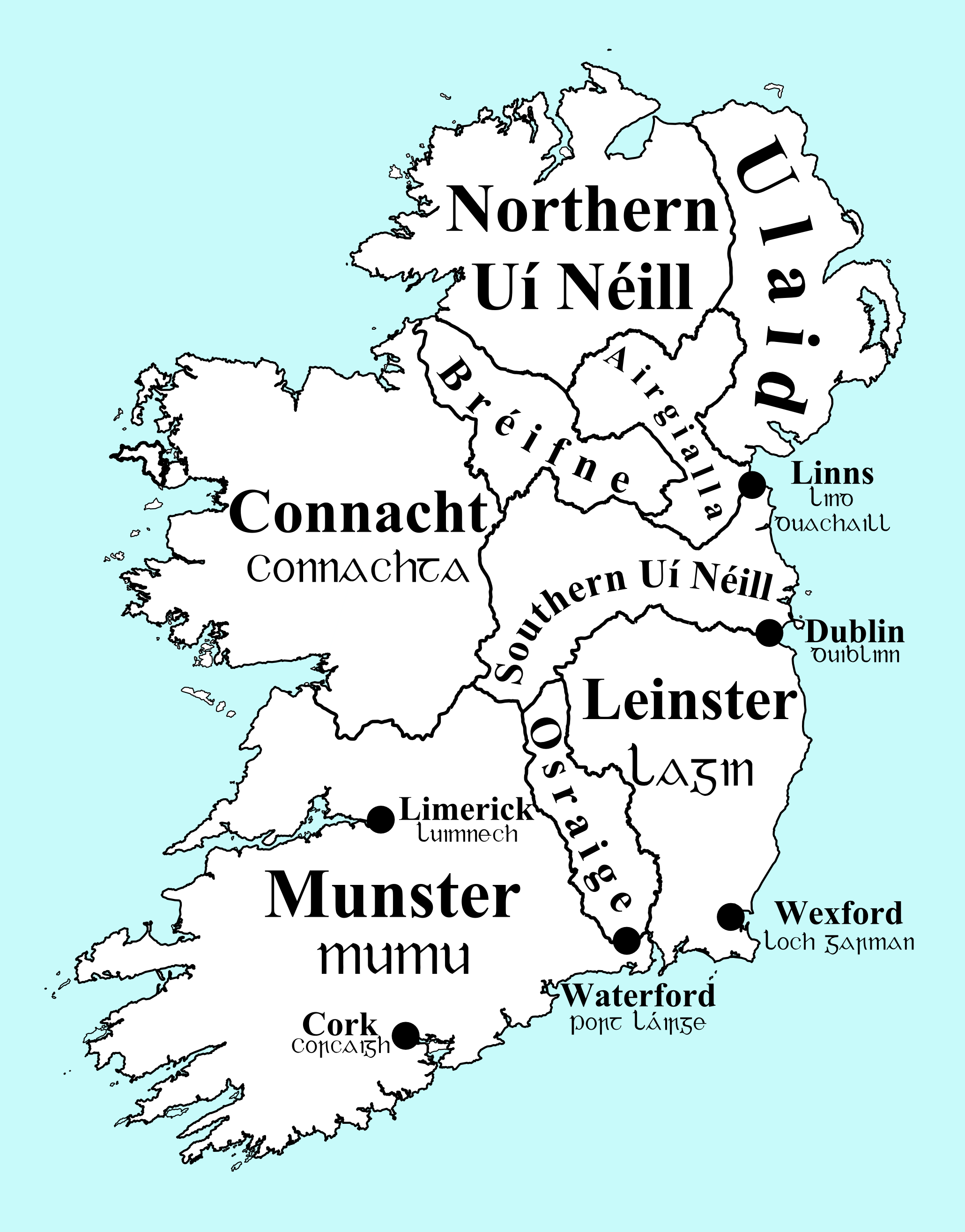
Ірландія в ранньому середньовіччі. Показані основні королівства.

Прапор королівства Коннахт.

Тойрделбах Ва Конхобайр (ірл. Toirdelbach Ua Conchobair) — він же: Турлу Мор О'Коннор (англ. Turlough Mór O'Connor). Верховний король Ірландії. Час правління: 1119—1156. Король Коннахту — час правління: 1106—1156.

## Походження та історичний фон
Тойрделбах О'Конхобайр був молодшим сином Руайдрі на Сайде Буйде (ірл. Ruaidrí na Saide Buide; пом. 1118).
Його мати — Мор інге Тойрделбах О'Бріайн (ірл. Mór inge Toirdelbach Ua Briain; 1009—1086).

### Брати
- Ніалл (ірл. Niall) — вбитий у 1096 році.
- Тадк (ірл. Tadc) — вбитий у 1097 році.
- Домналл (ірл. Domnall) — король Коннахта, скинутий з трону у 1106 році.

### Сестра
Дувховлайг Беан О'х-Ейра (ірл. Dubhchobhlaigh Bean Ua hEaghra) з Луйгне Коннахтського (пом. 1131).
У 1092 році король Коннахту Руайдрі був осліплений Флайхбертайгом О'Флайхбертайгом (ірл. Flaithbertaigh Ua Flaithbertaigh). Інцидент стався під час боротьби за землі маленького васального королівства Дал г-Кайс (ірл. Dal gCais) на території Манстера. У результаті цих подій землі Дал г-Кайс були закріплені за Коннахтом, який очолив Муйрхертах О'Бріайн (ірл. Muirchertach Ua Briain) — дядько Тойрделбаха Ва Конхобайра. Дядько взяв Тойрделбаха у свій дім, щоб доглянути за ним, поки він не виросте і не займе трон королівства Коннахт, що йому належав по праву. Але після цих подій королівство Коннахт пережило цілу низку громадянських війн і боротьби за владу між претендентами на трон. Претендентами на трон були представники кланів О'Конхобайр (ірл. Uí Conchobair) та О'Руайрк (ірл. Uí Ruairc), що були королями сусіднього королівства Брейфне, а також дрібні клани О'Брюїн (ірл. Uí Briúin) та Шол Муйредайг (ірл. Síol Muireadaigh і давні вигнанці з королівства — клан О'Фіахрах Айдне (ірл. Ui Fiachrach Aidhne). Брати Тойрделбаха були вбиті або скинуті з трону в цій боротьбі. Загалом, в той час їхня доля була в руках клану О'Бріайн (ірл. Ua Briain).

## Король Коннахта та верховний король Ірландії
У 1106 році Тойрделбах Ва Конхобайр за допомогою свого дядька Муйрхертаха О'Бріайна скинув з трону Коннахта свого старшого брата Домналла. Посівши на троні королівства Коннахт Тойрделбах Ва Конхобайр утримував цей трон і свою владу міцною рукою протягом 50 років. І з них 37 років був верховним королем Ірландії.
Як пише О'Бірн, Тойрделбах Ва Конхобайр ретельно дотримувався союзу з кланом О'Бріайн та верховним королем Ірландії Муйрхертахом Ва Бріайном — воював разом з ним у 1109 році проти клану О'Руайрк (ірл. — Ui Ruaric), що очолювали королівство Брейфне.
У 1119 році після смерті свого патрона і покровителя Муйрхертаха Ва Бріайна Тойрделбах Ва Конхобайр успадкував трон верховних королів Ірландії, кишаючись одночасно королем Коннахта. Це не сподобалось королям північних королівств Ірландії — Айлеха, Айргіалла, Тір Конайлл, Брейфне, Уладу, Дал Ріада, Дал н-Арайде, які почали проти нього війну.
У 1121 році Тойрделбах Ва Конхобайр змушений був захищати своє королівство і свою владу від зазіхань Домналла Ва Лохлайнна (ірл. — Domnall Ua Lochlainn) — короля Айлеху, колишнього верховного короля Ірландії, що контролював всі північні ірландські королівства.
Тойрделбах Ва Конхобайр збудував міцну фортецю Дун Бун на Гайлліве (ірл. — Dún Bhun na Gaillimhe) у 1124 році. Місто виросло навколо цього замку — пізніше воно перетворилося в місто Голуей.
За наказом Тойрделбаха Ва Конхобайра бу виготовлений хрест Конг, що був розміщений у кафедральному соборі в Туамі. Пізніше, у 1135 році він був перевезений у абатство Конг.

## Дружини і діти
Король Тойрделбах Ва Конхобайр був одружений 6 разів. Його дружини:

### Дружини
- Кайлех Де Ні Ейдін (ірл. Caillech Dé Ní Eidin)
- Орфлайх Ні Майлхехлайнн (ірл. Órfhlaith Ní Mailshechlainn; пом. 1115)
- Мор Ні Лохлайнн (ірл. Mór Ní Lochlainn; пом. 1122)
- Тайллтіу Ні Майлхехлайнн (ірл. Tailltiu Ní Mailshechlainn) — сестра Орфлайх Ні Майлхехлайнн (пом. 1127)
- Дербфоргайлл Ні Лохлайнн (ірл. Derbforgaill Ní Lochlainn; пом. 1151)
- Дубкоблах Ні Майл Руанайд (ірл. Dubhcobhlach Ní Maíl Ruanaid; пом. 1168)

Від цих дружин у короля було багато дітей:

### Діти
- Конхобар ОКонхобайр (ірл. Conchobair Ua Conchobair; 1126—1144)
- Донька (ім'я невідоме) — стала дружиною Мурхада О'х-Ейра (ірл. Murchadh Ua hEaghra), була вбита у 1134 році
- Аед Далл О'Конхобайр (ірл. Aedh Dall Ua Conchobair; 1136—1194)
- Руайдрі Ва Конхобайр (ірл. Ruaidrí Ua Conchobair; 1136—1198) — став верховним королем Ірландії.
- Дадг Алайнн О'Кнхобайр (ірл. Tadhg Alainn Ua Conchobair; пом. 1143 або 1144)
- Кахал Мігаран О'Кнхобайр (ірл. Cathal Migarán Ua Conchobair; пом. 1151 чи 1152)
- Кахал Кробдерг О'Кнхобайр (ірл. Cathal Crobdearg Ua Conchobair; 1152—1224)
- Доннел Великий Мідех О'Кнхобайр (ірл. Donnell Mor Mideach Ua Conchobair; пом. 1176)
- Бріан Брейфнех О'Кнхобайр (ірл. Brian Breifneach Ua Conchobair; 1156 — ?)
- Бріайн Луйгнех О'Кнхобайр (ірл. Brian Luighnech Ua Conchobhair; 1156—1181)
- Магнус О'Кнхобайр (ірл. Maghnus Ua Conchobair; пом. 1181)
- Мор Ні Кнхобайр (ірл. Mór Ní Conchobair; пом. 1190)
- Муйрхертах Муйвнех О'Кнхобайр (ірл. Muirchertach Muimhnech Ua Conchobair; пом. 1210)
- Маел Іса (ірл. Máel Ísa, абат Роскоммона. Пом. 1223)
- Муйргес Канонік (ірл. Muirgheas Canon; пом. 1224)
- Аед (ірл. Aedh)
- Магнус (ірл. Maghnus)
- Лохланн (ірл. Lochlann)
- Доннхад (ірл. Donchadh)
- Маол Сехлайнн (ірл. Maol Seachlainn)
- Тадг Фіоднахта (ірл. Tadhg Fiodhnacha)
- Конхобайр (ірл. Conchobair)
- Діармайд (ірл. Diarmaid)
- Тадг Дайрен (ірл. Tadhg Dairean)
- Мурхад Фінн (ірл. Murchadh Finn)
- Уран (ірл. Uran)